# Диллон, Эй Джей
Элджирс Джамил Уильям Диллон—младший (англ. Algiers Jameal William Dillon Jr.; 2 мая 1998, Балтимор, Мэриленд) — американский футболист, раннинбек клуба НФЛ «Грин-Бэй Пэкерс». На студенческом уровне выступал за команду Бостонского колледжа. В 2017 году признавался лучшим новичком конференции ACC. На драфте НФЛ 2020 года был выбран во втором раунде.

## Биография
Эй Джей Диллон родился 2 мая 1998 года в Балтиморе в семье Джамила Диллона и Джессики Гейтвуд-Кэмпбелл. Его дет по материнской линии Том Гейтвуд был футболистом, первым афроамериканским капитаном команды университета Нотр-Дам. В 2015 году он был избран в Зал славы студенческого футбола.
Диллон окончил частную школу Лоренс Академи в Гротоне в штате Массачусетс. В третьем сезоне карьеры он набрал 1 887 выносных ярдов с 26 тачдаунами и выиграл с командой чемпионат Лиги независимых школ. В 2016 году он принял участие только в четырёх играх и досрочно завершил сезон из-за травмы. Несмотря на это, перед поступлением в университет Диллон оценивался сайтом Rivals как лучший молодой игрок штата, а в рейтинге ESPN он занимал второе место.

### Любительская карьера
После окончания школы Диллон поступил в Бостонский колледж. В турнире NCAA он дебютировал в сезоне 2017 года. Он сыграл в тринадцати матчах, набрав 1 589 ярдов на выносе, лучший результат в истории университета для новичков. В семи играх Диллон набирал более 100 ярдов. По итогам года он был включён в сборную новичков NCAA по версиям ESPN и Ассоциации футбольных журналистов Америки, получил награду имени Джорджа Лоу самому ценному игроку в Новой Англии, был признан Новичком года и Новичком года в нападении в конференции ACC. До него ни один игрок из Бостонского колледжа последних двух наград не удостаивался.
В 2018 году он сыграл в десяти матчах, набрав 1 108 ярдов. Диллон стал первым игроком в истории колледжа, набиравшим более 1 000 ярдов в первые два сезона карьеры. Перед стартом турнира его называли в числе претендентов на награды лучшему бегущему и игроку года в студенческом футболе, но в число финалистов он не вошёл. В сезоне 2019 года Диллон в двенадцати играх набрал 1 685 ярдов. В каждом из трёх сезонов карьеры он включался в состав сборной звёзд конференции ACC.

#### Статистика выступлений в NCAA
| Сезон | Команда             | Игры | Приём | Приём | Приём | Приём | Вынос | Вынос | Вынос | Вынос |
| Сезон | Команда             | Игры | Rec   | Yds   | Y/A   | TD    | Att   | Yds   | Y/A   | TD    |
| ----- | ------------------- | ---- | ----- | ----- | ----- | ----- | ----- | ----- | ----- | ----- |
| 2017  | Бостон Колледж Иглз | 13   | 0     | 0     | 0,0   | 0     | 300   | 1 589 | 5,3   | 14    |
| 2018  | Бостон Колледж Иглз | 10   | 8     | 41    | 5,1   | 1     | 227   | 1 108 | 4,9   | 10    |
| 2019  | Бостон Колледж Иглз | 12   | 13    | 195   | 15,0  | 1     | 318   | 1 685 | 5,3   | 14    |
| Всего | Всего               | 35   | 21    | 236   | 11,2  | 2     | 845   | 4 382 | 5,2   | 38    |

### Профессиональная карьера
Перед драфтом НФЛ 2020 года аналитик сайта Bleacher Report Мэтт Миллер отмечал редкое сочетание антропометрических данных и скорости Диллона, который на показательных тренировках пробежал 40 ярдов за 4,53 секунды, его выносливость, устойчивость в борьбе с защитниками, одинаковую эффективность независимо от направления выноса. К минусам относились нехватка дистанционной скорости, недостаток терпения в некоторых игровых ситуациях, слабость в пасовой игре и очень большую игровую нагрузку в колледже, которая может стать причиной травм в дальнейшем. В целом Миллер характеризовал Диллона как игрока, способного стать стартовым бегущим в команде НФЛ в паре с раннинбеком, который может действовать на третьих даунах как принимающий.
Диллон был задрафтован клубом «Грин-Бэй Пэкерс» во втором раунде под общим 62 номером. Первого июля 2020 года он подписал с командой четырёхлетний контракт на общую сумму 5,3 млн долларов. Регулярный чемпионат он начал в статусе третьего бегущего после Аарона Джонса и Джамала Уильямса. В начале ноября он заболел COVID-19 и пропустил более месяца. В первые пятнадцать недель сезона Диллон сделал всего 24 попытки выноса. Проявить себя ему удалось только на шестнадцатой неделе, когда в игре с «Теннесси Тайтэнс» он набрал 124 ярда и занёс два тачдауна. По ходу сезона Диллон улучшил свой навык чтения игры, стал лучше оценивать ситуацию на поле. Прогресс в игре на приёме давал ему возможность в будущем рассчитывать на более разностороннюю роль в нападении «Пэкерс».

#### Статистика выступлений в НФЛ

##### Регулярный чемпионат
| Сезон | Команда         | Игры | Приём | Приём | Приём | Приём | Вынос | Вынос | Вынос | Вынос |
| Сезон | Команда         | Игры | Rec   | Yds   | Y/A   | TD    | Att   | Yds   | Y/A   | TD    |
| ----- | --------------- | ---- | ----- | ----- | ----- | ----- | ----- | ----- | ----- | ----- |
| 2020  | Грин-Бэй Пэкерс | 11   | 2     | 21    | 10,5  | 0     | 46    | 242   | 5,3   | 2     |
| 2021  | Грин-Бэй Пэкерс | 13   | 27    | 261   | 9,7   | 2     | 143   | 614   | 4,3   | 2     |
| Всего | Всего           | 24   | 29    | 282   | 9,7   | 2     | 189   | 856   | 4,5   | 4     |

* На 18 декабря 2021

##### Плей-офф
| Сезон | Команда         | Игры | Приём | Приём | Приём | Приём | Вынос | Вынос | Вынос | Вынос |
| Сезон | Команда         | Игры | Rec   | Yds   | Y/A   | TD    | Att   | Yds   | Y/A   | TD    |
| ----- | --------------- | ---- | ----- | ----- | ----- | ----- | ----- | ----- | ----- | ----- |
| 2020  | Грин-Бэй Пэкерс | 2    | 1     | 13    | 13,0  | 0     | 9     | 44    | 4,9   | 0     |
| Всего | Всего           | 2    | 1     | 13    | 13,0  | 0     | 9     | 44    | 4,9   | 0     |